# 1388 Aphrodite
Aphrodite (asteroide 1388) é um asteroide da cintura principal com um diâmetro de 25,22 quilómetros, a 2,7250809 UA. Possui uma excentricidade de 0,0967113 e um período orbital de 1 913,92 dias (5,24 anos).
Aphrodite tem uma velocidade orbital média de 17,14811336 km/s e uma inclinação de 11,1937º.
Esse asteroide foi descoberto em 24 de Setembro de 1935 por Eugène Delporte.
Este asteroide recebeu este nome em homenagem à deusa Afrodite da mitologia grega.